# Смоленская церковь (Суздаль)
Церковь Смоленской иконы Божьей Матери — приходской православный храм в городе Суздале Владимирской области. Входит в состав Суздальского городского благочиния Владимирской епархии Русской православной церкви. Памятник русской архитектуры конца XVII — начала XVIII века.

## История
Храм был построен в 1696—1706 годах в слободе Скучилиха, принадлежащей Спасо-Евфимиеву монастырю и расположенной на северной окраине Суздаля, непосредственно к востоку от стен монастыря. Слобода была населена ремесленниками, многие из которых трудились на монастырских стройках. Церковь была приходским летним храмом для жителей слободы, рядом с ней позднее была построена и зимняя церковь Симеона Столпника. Обе церкви выстроены на месте существовавших ранее деревянных. Позднее рядом с церквями построена колокольня в классическом стиле. В настоящее время бывшая слобода вошла в черту города и церкви располагаются в северной части его центральной улицы — Ленина. С другой же стороны улицы башни монастырских стен. В 1960 году в храме архитектором О. Г. Гусевой проведена реставрация.

## Архитектура
Четверик пятиглавого храма имеет небольшую паперть. Широкие плоскости стен имеют по три высоко расположенных окна, обрамленных декором из фигурных полуколонок и килевидного фронтона. Колонки наличников на северной стороне имеют более изящный рисунок. Главки установлены на тонкие и высокие глухие барабаны. В верхней части стен карниз из зубчиков, балясин и измельченных кокошников.
Церковь как бы «встречала» приезжающих в город со стороны Ярославля — не случайно северный фасад декорирован богаче, а южный — наоборот, даже не имеет входа.